# 32111 Mallorydecoster
32111 Mallorydecoster è un asteroide della fascia principale. Scoperto nel 2000, presenta un'orbita caratterizzata da un semiasse maggiore pari a 2,683148 UA e da un'eccentricità di 0,163027, inclinata di 5,685512° rispetto all'eclittica.